# Deidade sapiencial
Uma deidade sapiencial, também chamada de deus(a) da sabedoria, deus(a) do conhecimento, deus(a) da ciência, deus(a) dos sábios, é uma entidade divina  que representa ou personifica a sabedoria e o conhecimento, ou aspectos e atributos destes, como astúcia, inteligência, sagacidade, aprendizado, cultura, hermetismo e estratégia. A adoração à sabedoria e os cultos sapienciais que dela derivam são academicamente chamados de raciolatria.
Não raro, deidades sapienciais são também deidades artísticas e padroeiras das artes, tanto artesãos quanto artistas, como também deidades ladinas, protetoras de ladrões e vigaristas (como Hermes).
No mito greco-romano, os deuses gregos Atena e Hermes (bem como os equivalentes romanos Minerva e Mercúrio, respectivamente) representavam todos os atributos acima listados, com Hermes-Mercúrio cumprindo função também de Mensageiro dos Deuses.
No mito nórdico, Odin, assim como a grega Atena, era tanto uma deidade sapiencial quanto uma deidade bélica e, assim como Zeus, uma deidade patriarcal, celestial e real.
Quiçá, o culto ateu à "Deusa" Razão durante a Revolução Francesa foi primeiro culto sapiencial estruturalmente secular da História.[carece de fontes?]